# Gorbachov (Canción de Loco Mía)
Gorbachov es una canción del grupo de electro-pop español Loco Mía. Fue escrito por C.S. Twerdy, Pedro Vidal , Benjamín Barrington Whittier, José Luis Gil y Loco Mía.
Fue publicado en el año 1989 como segunda canción del lado B del disco debut Taiyo. Aparece como lado B del Maxi-Single Loco Mía, primer sencillo de difusión publicado en mayo de ese año. Una versión en portugués aparece en el LP publicado en Brasil.

## La canción
La Mezcla original de la canción aparece como lado B del LP debut Taiyo y dura 4:58. Fue escrita por los productores del disco, C.S. Twerdy y Pedro Vidal, por Benjamín Barrington Whittier asesor artístico del disco, José Luis Gil mánager y productor ejecutivo del disco y Loco Mía. 
Gorbachov es una canción de electropop cuya armonía, melodía y ritmo se basa en una parte de la Sinfonía N.º 4 en re mayor Op.41  donde se encuentra la popular canción y poema ruso Póliushko Pole (Полюшко-Поле en ruso). La sinfonía fue compuesta por Lev Knipper e incluye en ella la canción y poema popular ruso que tiene letra de Víktor Gúsev. La canción del cuarteto español tiene arreglos orquestales y coros que resaltan la influencia de esta parte de la sinfonía rusa y hace el uso de samplers en donde se escucha una voz de estilo soviético, aportado por José de Felipe Arnau quien se encarga de los textos en ruso y que es mencionado en los agradecimientos del disco en formato CD. 
La canción no fue sencillo sin embargo aparece en el maxi-single de difusión de la canción Loco Mía como segundo Lado B, en una versión más corta de 3:50, en donde no esta presente la introducción con los coros y arreglos orquestales. Este sencillo fue publicado en mayo de 1989. En las plataformas digitales, como Spotify, la versión maxi-single esta publicada con una extensión de 3:54 indicando que se trata de una versión radio edit. 
En el año 1990, en oportunidad de publicar el disco Taiyo en Brasil, se incluye en el álbum una versión portuguesa de la canción. La misma dura 4:55. La adaptación al portugués estuvo a cargo del cantante y compositor Edgard B. Poças. 
En la edición XXXIII Festival Internacional de la Canción de Viña del Mar los días 13 y 15 de febrero de 1992 Loco Mía interpretó la canción en vivo con una gran performance que fue ovacionada por el público.

## Gorbachov Super Star
La canción esta dedicada a la figura del, por aquel entonces, máximo mandatario de la URSS (Unión de Repúblicas Socialistas Soviéticas) Mijail Gorbachov. El político es considerado el máximo responsable de haber terminado con la guerra fría, y protagonista esencial de dar por finalizada la carrera armamentista. Es considerado también el máximo responsable político de la caída del muro de Berlín, y del acercamiento hacia Occidente. Todas ellas, situaciones que son ensalzadas en la canción del cuarteto español:

Avanzar en el desarme / Y reformar / Esto ya es imparable / Rusia no se vuelve atrás / Gorbachov es Perestroika / Gorbachov es desarmar / Gorbachov es convincente / Sabe mandar / Gorbachov es dulce Raisa / Gorbachov es confiar / Gorbachov es una estrella, super star.
Loco Mía

Mijaíl Gorbachov fue objeto de múltiples y variados reconocimientos, a saber: recibió el Premio Príncipe de Asturias de Cooperación Internacional en el año 1989, junto a Jacques Delors.Recibió el Premio Nobel de la Paz en octubre de 1990.Aparece en un capítulo de Los Simson en el episodio “Two Bad Neighbors” (El mal vecino), el decimotercero de la séptima temporada emitido el 14 de enero de 1996. En el año 1997 protagoniza un comercial de Pizzas Hut. Recibió un premio Grammy en el año 2004 junto a Bill Clinton y Sophia Lorens en la categoría Mejor álbum hablado para niños. En 2007 participó en una publicidad de la marca francesa de moda Louis Vuitton y hasta se animó a cantar en un disco dedicado a su esposa Raísa que fue publicado en el año 2009. Y antes de todas estas menciones en que lo reconocen como un icono cultural, Loco Mía se refieren a él como "Super Star" adelantándose en la apreciación y ponderación de la figura del mandatario soviético que tendría en Occidente posteriormente elevándolo a icono pop de la cultura occidental.

## Publicaciones y formatos[20]
Algunos de los diferentes formatos y años en los que salió publicado esta canción:
- Maxi Single Vinilo 12'' 45RPM: Loco Mía - Posición: B2 - Versión: 3:50 - Sello: Hispavox - País: España  - Año: 1989
- Maxi Single Vinilo 7'' 45RPM: Loco Mía - Posición: B2 - Versión: 3:50 - Sello: Hispavox - País: España - Año: 1989
- Mini CD: Loco Mía - Posición: B2 - Versión: 3:50 - Sello: EMI Odeon - País: España - Año: 1989
- Casete: Loco Mía - Posición: B2 - Versión: 3:54 - Sello: EMI Odeon - País: Argentina - Año: 1989
- Álbum LP 12'' 33RPM: Taiyo - Posición: B2 - Versión: 4:58 - Sello: Hispavox - País: España - Año: 1989
- CD: Taiyo - Posición: 6 - Versión: 4:58 - Sello: Hispavox - País: España - Año: 1989
- Casete: Taiyo - Posición: B2 - Versión: 4:58 - Sello: Hispavox - País: España - Año: 1989
- Casete: Taiyo - Posición: B3 - Versión: 4:58 - Sello: Hispavox - País: Chile - Año: 1989
- Álbum LP 12'' 33RPM: Taiyo - Posición: B2 - Versión: 4:55 - Sello: EMI Odeon - País: Brasil - Año: 1990
- CD: Taiyo - Posición: 6 - Versión: 4:58 - Sello: Hispavox /  EMI Odeon - País: México - Año: 1991
- CD: Taiyo - Posición: 6 - Versión: 4:58 - Sello: Sony - País: USA - Año: 1992
- Casete: Taiyo - Posición: B2 - Versión: 4:58 - Sello: Sony - País: USA - Año: 1992

Créditos de la canción
- Producción: FTI Music, S.A.
- Dirección y arreglos: C.S. Twerdy, Pedro Vidal (pistas: P. Vidal)
- Edición Digital: Miguel Ángel Cubero por cortesía de Polymúsica
- Mezclado en: DAT Fostex D-20
- Autores: C.S. Twerdy, Pedro Vidal , Benjamín Barrington Whittier, José Luis Gil y Loco Mía
- Adaptación: Edgard B. Poças
- Coros: Benjamín Barrington Whittier, José de Felipe Arnau